# Henri Eugène Calvel
Eugène Henri Calvel  (1848-1927) est un général de division français dont le nom est associé à la Première Guerre mondiale.

## Biographie
Entré à Saint-Cyr en 1867 (Promotion de Mentana)

### Grades
- 30/12/1902: général de brigade
- 27/03/1907: général de division

### Décorations
- Légion d'honneur: Chevalier (13/07/81), Officier (30/12/95), Commandeur (10/07/07), Grand Officier (27/03/13)
- Médaille commémorative de la guerre 1870-1871
- Médaille coloniale avec agrafe Tunisie

- Officier du Nicham Iftikhar ( Tunisie)

### Postes
- 30/12/1902: en disponibilité.
- 09/04/1903: commandant de la 38 brigade d'infanterie et des subdivisions de région de Rennes et de Vitré.
- 27/03/1907-01/01/11 commandant de la  31e Division d'Infanterie et des subdivisions de région de Béziers, de Montpellier, de Mende et de Rodez
- 01/01/1911-18/09/12 commandant supérieur de la défense du camp retranché de Paris et commandant de la place de Paris et commandant supérieur des départements de la Seine et de Seine-et-Oise.
- 18/09/1912: en disponibilité.
- 28/03/1913 placé dans la section de réserve.
- 02/08/1914 - 29/08/1914 commandant de la  92e Division d'Infanterie Territoriale